# Chesham (Metropolitano de Londres)
Chesham é uma estação do Metropolitano de Londres em Chesham, Buckinghamshire, Reino Unido. A estação foi inaugurada em 8 de julho de 1889 pela Metropolitan Railway (MR). É a estação terminal do ramal de Chesham da linha Metropolitan, que vai de Chalfont & Latimer. A estação, um edifício classificado como Grau II, fica na Zona tarifária 9 de Londres (anteriormente zona D).
A estação de Chesham fica 25 mi (40 km) noroeste de Charing Cross, tornando-se a estação de metrô de Londres mais distante do centro de Londres. É a estação mais ao norte e mais a oeste do sistema. A distância entre Chesham e Chalfont & Latimer é a mais longa entre estações adjacentes na rede a 3.89 mi (6.26 km).

## História
A estação foi inaugurada em 8 de julho de 1889 pela Metropolitan Railway como terminal temporário do norte da empresa quando a ferrovia foi estendida de Rickmansworth. A linha tinha a intenção de se estender até a estação ferroviária de Tring com conexões com a Linha Principal West Coast da London and North Western Railway. No entanto, antes do início do trabalho, o MR escolheu uma rota alternativa através dos Chilterns via Aylesbury. A linha para Chesham foi mantida como um ramal da nova rota e a construção começou no final de 1887. Embora a MR tenha continuado a comprar terras entre Chesham e Tring por alguns anos após a inauguração da estação, a rota nunca foi estendida. O complexo de edifícios da estação permaneceu quase inalterado.
A estação originalmente tinha um pátio de mercadorias, que fechou em julho de 1966. O local do pátio de mercadorias em 1994 era o estacionamento da estação e um supermercado Waitrose. Quando a linha foi eletrificada, uma plataforma de baía foi adicionada, mas provou ser desnecessária e fechada em novembro de 1970.
Nos dias 16 e 17 de agosto de 2014, o ramal comemorou 125 anos de operação. Foi comemorado usando a primeira locomotiva a vapor do Metrô de Londres, a Metropolitan 1. Corria de Rickmansworth a Chesham (com o primeiro e o último serviço de cada dia começando ou terminando em Harrow-on-the-Hill para permitir a estabilização do estacionamento em Ruislip), o que significa que a linha de Chalfont e Latimer para Chesham tinha que ser fechado por um período de tempo para permitir o serviço especial.

## Edifício classificado como Grau II
A estação é um edifício classificado como Grau II. As razões para listar a estação neste nível foram:
- Interesse arquitetônico: o exemplo sobrevivente mais completo de uma estação metropolitana rural do final do século XIX
- Interesse histórico: um lembrete vívido da expansão inicial da Metropolitan Railway no interior rural de Londres
- Valor do conjunto: o edifício da estação, a caixa de sinalização e o castelo d'água formam um conjunto incrivelmente coerente e intacto.[9]

## Serviços

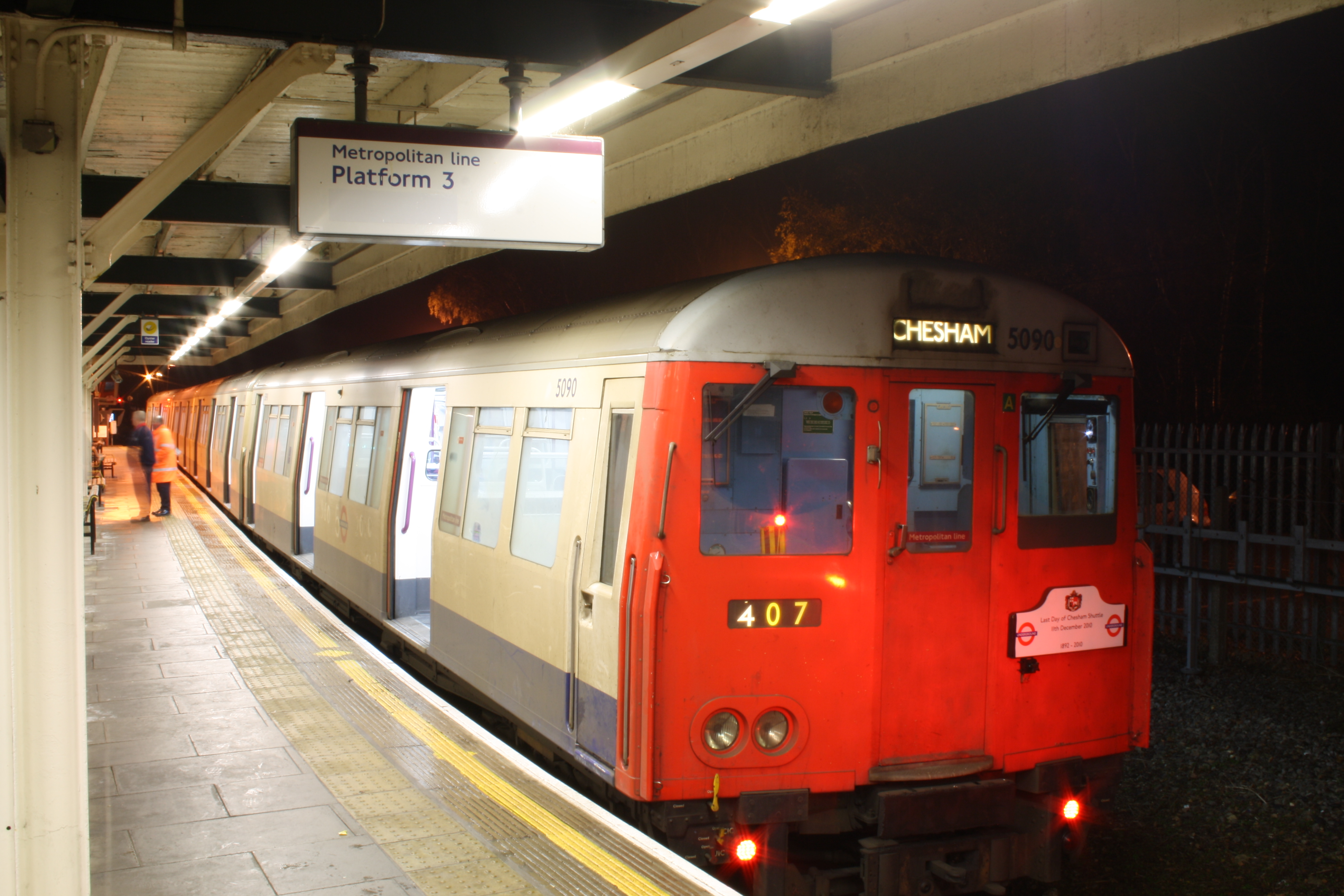
O Chesham Shuttle no último dia oficial de operação em Chalfont & Latimer.

Desde 12 de dezembro de 2010, Chesham tem um trem de 8 vagões a cada 30 minutos direto para Aldgate. No pico da manhã e da noite, os trens circulam sem parar entre Moor Park e Harrow-on-the-Hill, parando em Finchley Road e em todas as estações para Aldgate. Fora dos horários de pico, os trens param em todas as estações para Aldgate. Para os residentes de Chesham, esta é uma grande melhoria no horário, já que anteriormente Chesham era servido fora do horário de pico apenas por um trem de transporte de 4 carros para Chalfont & Latimer, onde os passageiros tinham que mudar para um trem de ou para Amersham. Embora as razões para o novo padrão de serviço fossem em grande parte técnicas (o S8 Stock, embora projetado como dois trens de quatro vagões, não pode ser dividido em trens de quatro vagões, pois eles só têm cabines de direção na extremidade externa de cada unidade), era esperado para aliviar o congestionamento nas estradas locais, aumentando a atratividade de Chesham para os passageiros estacionados.

## Galeria

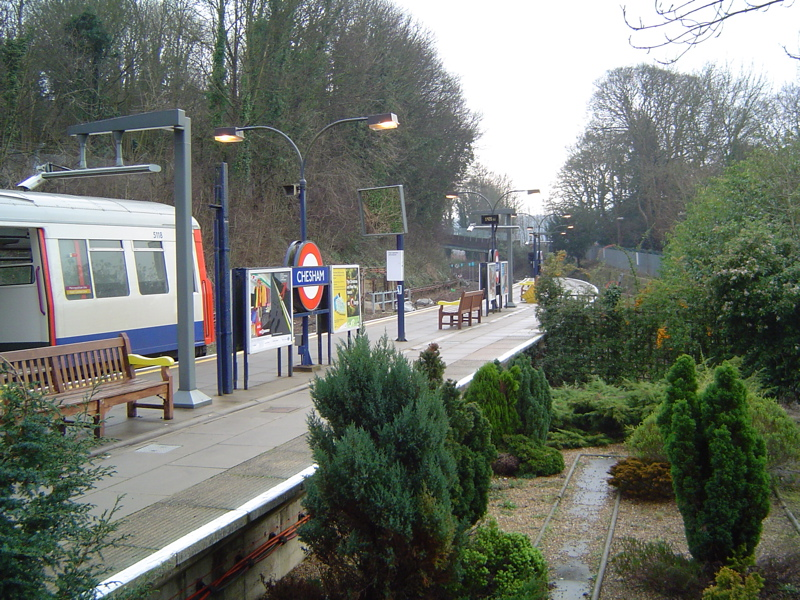
A plataforma única e exibição floral
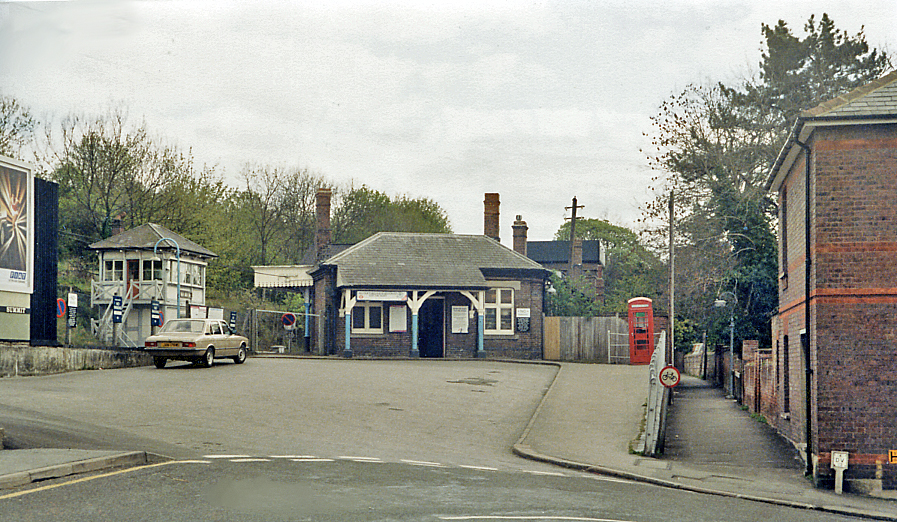
Abordagem da estação retratada em 1984
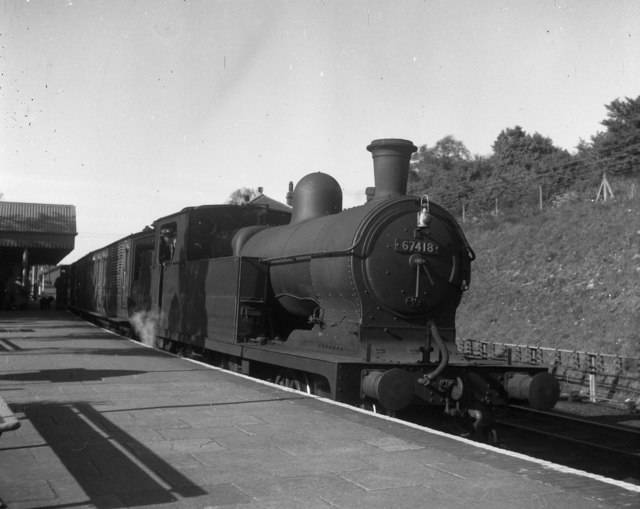
Em 1957, uma locomotiva 4-4-2T da classe LNER C13 (GCR Classe 9K) espera em Chesham com um trem para Chalfont & Latimer
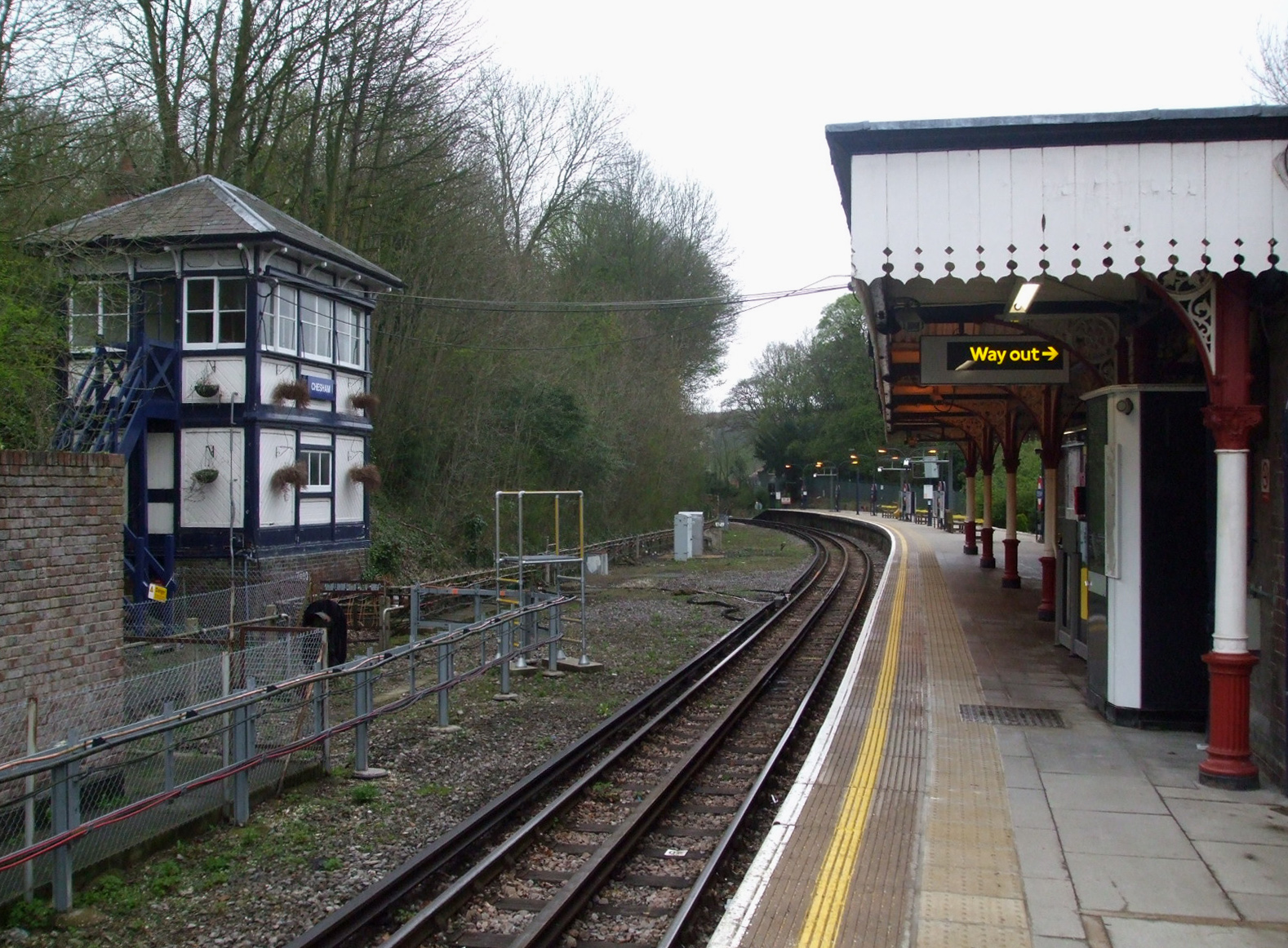
Vista da plataforma em direção a Chalfont & Latimer, a construção da caixa de sinalização à esquerda
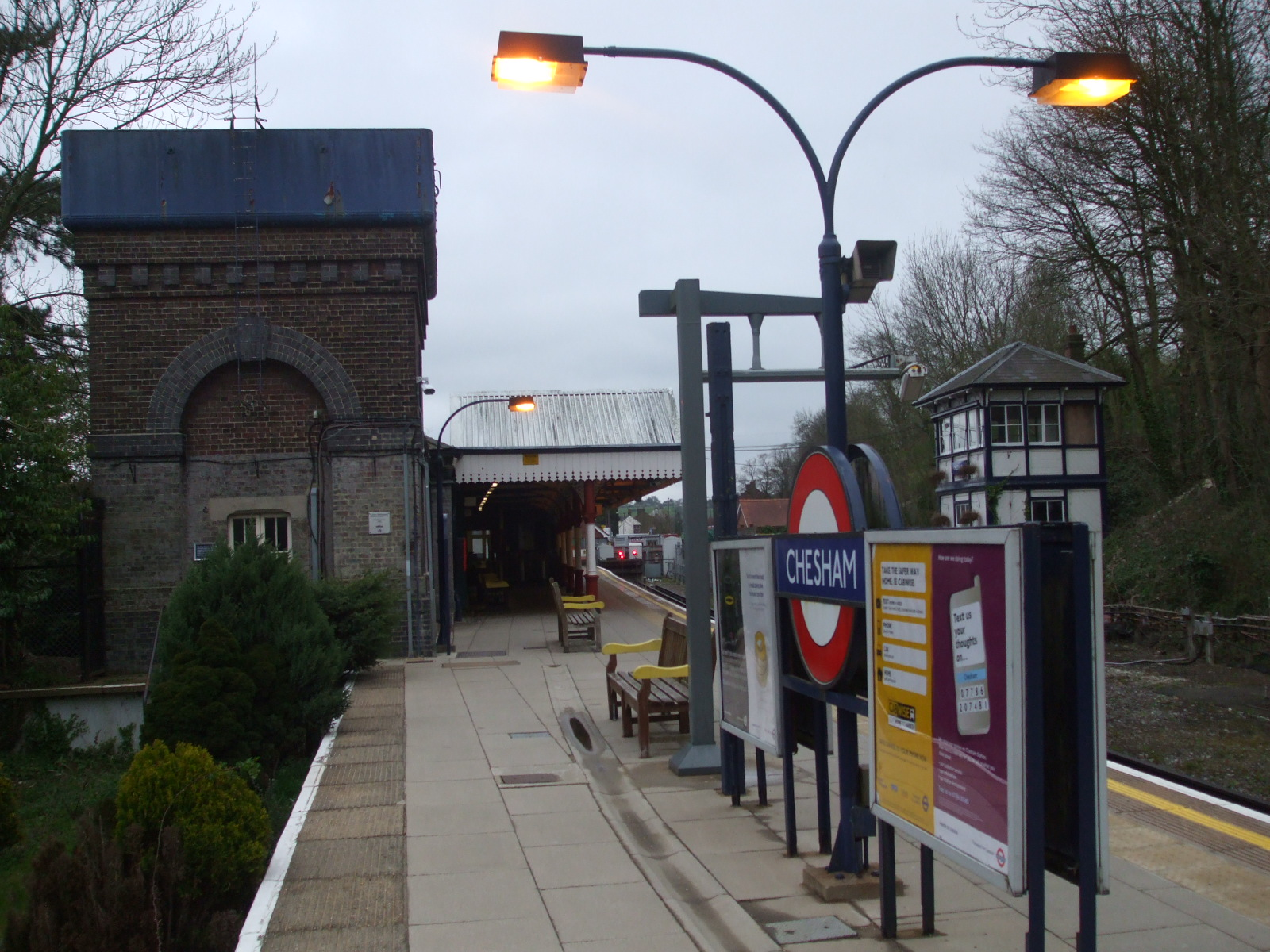
Jardim da estação Chesham, castelo d'água e caixa de sinalização (olhando para o norte em direção ao prédio da estação)
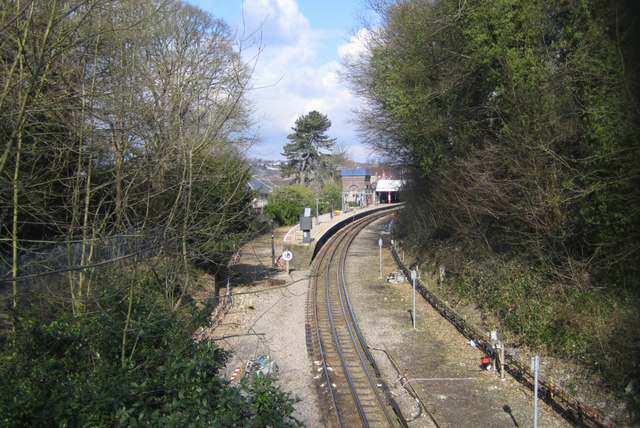
A abordagem da estação, olhando para o norte, mostrando (esquerda e direita) onde os trilhos foram colocados anteriormente
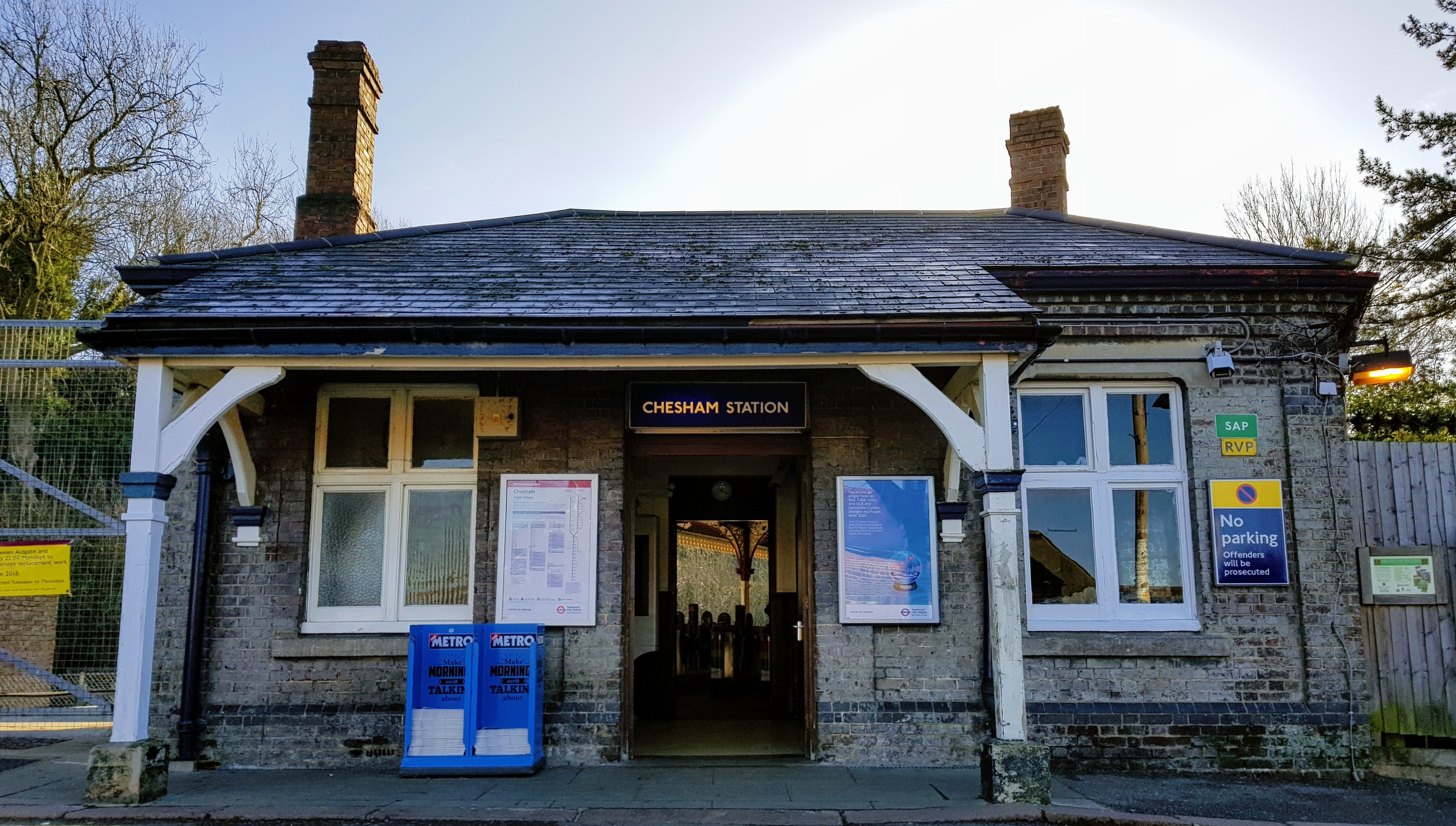
Entrada principal da estação de metrô Chesham
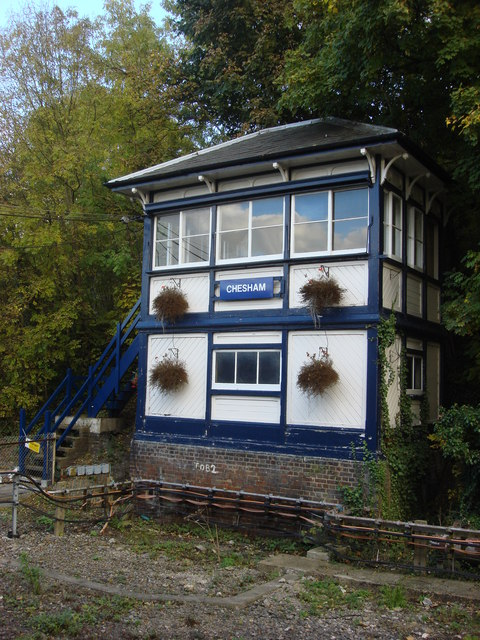
Caixa de sinal Chesham em 2008, com um sinal "CHESHAM" não na fonte padrão Johnston da TfL
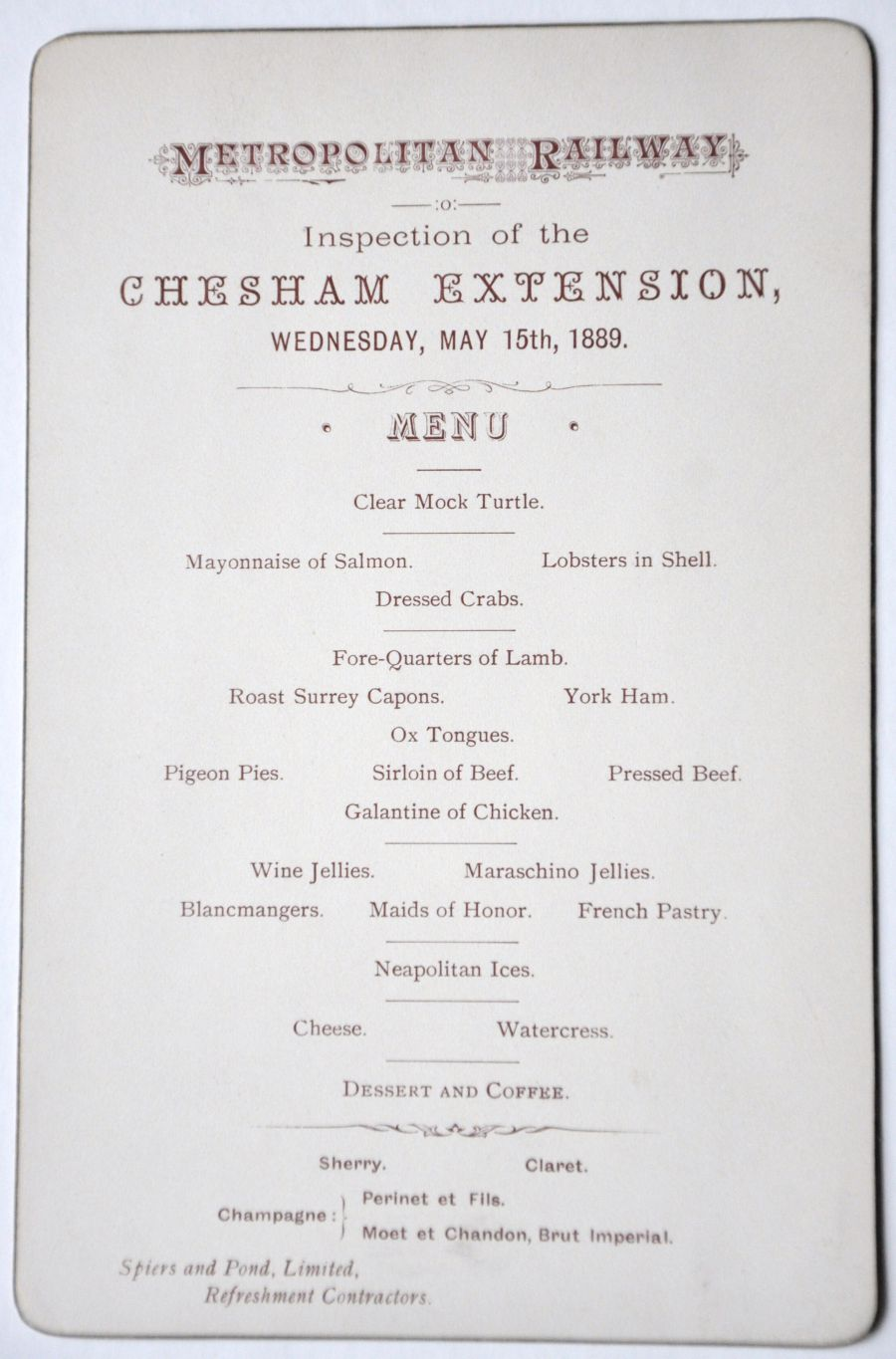
Menu de jantar de comemoração para extensão da Metropolitan Railway para Chesham em 15 de maio de 1889 por Spiers & Pond Ltd